# Jagsthausen
Jagsthausen is een plaats in de Duitse deelstaat Baden-Württemberg, en maakt deel uit van het Landkreis Heilbronn.
Jagsthausen telt 1.866 inwoners.
Abstatt ·
Bad Friedrichshall ·
Bad Rappenau ·
Bad Wimpfen ·
Beilstein ·
Brackenheim ·
Cleebronn ·
Eberstadt ·
Ellhofen ·
Eppingen ·
Erlenbach ·
Flein ·
Gemmingen ·
Güglingen ·
Gundelsheim ·
Hardthausen am Kocher ·
Ilsfeld ·
Ittlingen ·
Jagsthausen ·
Kirchardt ·
Langenbrettach ·
Lauffen am Neckar ·
Lehrensteinsfeld ·
Leingarten ·
Löwenstein ·
Massenbachhausen ·
Möckmühl ·
Neckarsulm ·
Neckarwestheim ·
Neudenau ·
Neuenstadt am Kocher ·
Nordheim ·
Obersulm ·
Oedheim ·
Offenau ·
Pfaffenhofen ·
Roigheim ·
Schwaigern ·
Siegelsbach ·
Talheim ·
Untereisesheim ·
Untergruppenbach ·
Weinsberg ·
Widdern ·
Wüstenrot ·
Zaberfeld